# Franco Monicelli
Pour les articles homonymes, voir Monicelli (homonymie).
Franco Monicelli, né en 1912 à Ostiglia (Lombardie) et mort en 1977 à Rome (Latium), est un dramaturge, écrivain, scénariste, journaliste et patron de presse italien.

## Biographie
Fils du dramaturge Tomaso Monicelli (it) (1883-1946), et frère du réalisateur Mario et de l'écrivain Furio (it), il commence sa carrière en tant que journaliste et écrivain. En 1944, sa première comédie, Storia Breve avec Margherita Bagni, Camillo Pilotto, Sergio Tofano et Leonardo Cortese est montée au Teatro delle Arti de Rome. La même année, avec Raffaele Ferruzzi (ancien collaborateur du magazine satirique antifasciste Il becco giallo), il fonde l'hebdomadaire de satire politique Cantachiaro et, à partir de 1946, il dirige Don Basilio, un périodique satirique anticlérical. Pietro Garinei et Sandro Giovannini ont collaboré à Cantachiaro ; avec ce dernier et Italo De Tuddo, il écrit le scénario de la revue théâtrale⁣⁣, également appelée Cantachiaro, présentée au Teatro Quattro Fontane de Rome en 1944, avec Anna Magnani, Enrico Viarisio, Marisa Merlini et Ave Ninchi.
En 1945, il publie Vent'anni perduti, une réflexion sur la culture et la société pendant la période fasciste. Il écrit ensuite la comédie Conserviamo le nostre cattive abitudini, mise en scène en 1951 au Teatro dei Satiri, avec Mario Scaccia et une nouvelle venue Delia Scala. dirigée par Mario Landi. Sa pièce suivante, Leonida non è qui, a reçu le Premio Riccione (it) en 1952 mais a été interdite par la censure : l'exaltation de l'homme de paix et de la futilité de la guerre a été jugée offensante pour la mémoire des morts et contraire à l'esprit de la nation. En 1965, il écrit la pièce en un acte Una coppia senza valigia qui a été jouée par Marina Lando et Silvio Spaccesi.
Dans le domaine du cinéma, après avoir participé en 1949 au scénario de Riz amer, il écrit en 1953, avec Golfiero Colonna et Vittorio Nino Novarese, le scénario du film Achille avec nous (it), réalisé par Marino Girolami.
Il a travaillé à la Rai dès les premières années de la télévision, réalisant un grand nombre de chroniques et d'émissions de fond sur des sujets historiques, sociaux et culturels (Finanziateli senza paura, Il momento di grazia, Il contagocce, Guida alla luna, Taccuino di viaggio). Il a également réalisé de nombreuses adaptations radiophoniques de pièces de théâtre. Il a également écrit les originaux radiophoniques Sissi, la divina imperatrice e Gea della Garisenda, la canzonettista del Tricolore, inspirés de la vie de la chanteuse romagnole Gea della Garisenda. Il entame ensuite une longue activité de scénariste pour la télévision, souvent en collaboration avec Anton Giulio Majano et d'autres, adaptant des classiques de la littérature (Le sorelle Materassi, Marco Visconti, Vita di Gaetano Donizetti).
Il a également exercé des activités journalistiques en tant qu'envoyé spécial pour les hebdomadaires Epoca et L'Europeo.
En 1963, il a publié Il deserto dei Sabra, sur la génération qui a tenté de créer une nouvelle société à partir de rien grâce aux kibboutz ; en tant que journaliste, Monicelli a été envoyé spécial en Israël dans les premières années de la naissance de l'État. En 1978, il a publié le roman La buona società sur la crise des intellectuels italiens entre fascisme et antifascisme au début des années 1940.

## Théâtre
- Storia Breve (Teatro delle Arti di Roma, 1944)
- Conserviamo le nostre cattive abitudini, (1945)
- Leonida non è qui (1952)
- Una coppia senza valigia (1965)

## Publications
- Vent'anni perduti (1945)
- Il deserto dei Sabra (1963)
- Il tempo dei buoni amici (1975)
- La buona società (1978)

## Théâtre radiophonique de laRai
- Un'alba qualunque della nostra vita, dramatique radio, mise en scène de Eugenio Salussolia (1955)
- Sissi, la divina imperatrice, mise en scène de Pietro Masserano Taricco (1968)
- Gea della Garisenda, la canzonettista del Tricolore, mise en scène de Massimo Scaglione (Secondo Programma Rai, maggio 1971)

## Filmographie
- 1949 : Riz amer (Riso amaro) de Giuseppe De Santis
- 1953 : Achille avec nous (it) (Lasciateci in pace) de Marino Girolami
- 1972 : Sorelle Materassi (feuilleton télévisé)
- 1975 : Marco Visconti (feuilleton télévisé)